# 中村鳳龍
中村 鳳龍（なかむら ほうりゅう　1960年- )は、日本の画家。熊本県出身。
独学で絵画制作を始め『鮮やかな色使いと力強いタッチ』の作風である。

## エピソード
中学時代、美術の教科書で初めてゴッホの作品を見て感銘を受け、ゴッホの影響で当時の美術の授業で制作する水彩画も力強いタッチの絵を描いている。
彼が中学生時代に描いた作品は学校関係の作品展等に複数回入選し表彰を受けている。
中学2年生の時、美大を卒業したばかりの女性教員が彼の美術の副担任となり、彼の作品を見て「油絵を学び将来洋画家にならないか」と強く勧められたが、当時の本人には全くその意志がないため断っている。
しかし、2001年に6時間以上に及ぶ手術を経験し療養中に人生観の見直しをしながら中学時代の美術教員の一言を思い出し、絵を描くことは天命と感じ2002年に絵画制作を開始する。

## 年譜
- 2005年
  - 熊本県宇城市、不知火美術館にて『中村鳳龍油彩画展』を開催
  - 熊本県宇城市松合ビジターセンター、作品寄贈
  - ヤマハ音楽教室(株式会社有明楽器)、作品寄贈
- 2006年
  - メガネの三城熊本本店、作品寄贈
- 2007年
  - 熊本県立美術館分館にて『中村鳳龍絵画展』を開催
  - NHK静岡放送局、作品寄贈
  - 熊本中央信用金庫 平田支店、作品寄贈

- 2008年
  - 熊本県三角西港浦島屋（小泉八雲資料館）、作品寄贈
- 2009年
  - 熊本総合ペット霊園ゆうみん社、作品寄贈
  - メガネの三城清水バイパス店、作品寄贈
  - 静岡空港、作品寄贈
- 2012年
  - 阿蘇複合施設「はな阿蘇美」作品寄贈
- 2014年
  - 　メガネの三城清水バイパス店にて『中村鳳龍絵画展』を開催
  - 　熊本県阿蘇市「阿蘇いこいの村」作品寄贈
- 2017年
  - 指宿ベイヒルズ  HOTEL&SPA 作品寄贈
  - 医療法人　誠真会　関目病院　作品寄贈

その他、現在作品は公共施設、文化施設、企業オフィス、飲食店等多数の場所に収蔵・展示されている。